# Conyza garnieri
Conyza garnieri là một loài thực vật có hoa trong họ Cúc. Loài này được Klatt mô tả khoa học đầu tiên.